# 莫蘊霞
莫蘊霞（Lisa Mok，1933年8月—），籍貫廣東省，亦曾一度使用藝名「江淇」，香港電影女演員及製片家。莫蘊霞的銀幕處女作粵語喜劇《花香襯馬蹄》（1948年），她就讀於「聖瑪利女校」期間參演粵語文藝片《南海漁歌》（1950年，飾演阿好）；後拍三齣電影便輟影繼續讀書。輟學後再參演麗的呼聲天空小說改編粵語片《子母橋》（1948年，飾演林翠萍）等電影，成為「大成公司」基本演員，並一度遠赴泰國曼谷拍攝電視劇集；1964年間應瑞士電影公司之邀參加演出《A coffin from Hong Kong》（來自香港的一口棺材）。
- 莫蘊霞在1969年曾自組「鴻利影業公司」，並改用藝名「江淇」，與周驄、陳齊頌、森森、俞明及唐納，參演粵語歌舞片《歡樂歌聲滿華堂》（初名：天涯若比鄰；1969年）[2]。

- 莫蘊霞結婚後已退出影壇，專心做家庭主婦。在1978年應香港佳藝電視邀請下，客串長篇武俠劇集演出，此後數月與黃家達及凌飛拍檔在韓國拍攝包括《俠盜燕子飛》等多齣功夫片[3]。

- 莫蘊霞為了報答伊秋水教導與幫忙，在諧星伊雷因欠債被囚期間，多方奔走游說及作擔保人，令他提早獲釋，並策劃拍攝粵語片《阿福與土佬》（1980年）[4][5]。

- 莫蘊霞在1982年5月7日從香港到臺北協助導演江揚開拍電影《非法入境》[6]；莫蘊霞在1982年5月13日從臺灣返回香港，與呂小龍聯袂宣傳他們在歐洲拍攝的電影《凶終》（1982年6月17日香港首映）；此外，接陳惠敏到臺灣拍攝《非法入境》[7]。

## 外部連結
- 香港電影資料館：莫蘊霞(江淇)參演電影的記錄[永久]
- 香港影庫：莫蘊霞(江淇) （页面存档备份，存于）